# Giorgio Luigi di Nassau-Dillenburg
Giorgio Luigi di Nassau-Dillenburg (4 marzo 1618 – 19 maggio 1656) fu principe ereditario di Nassau-Dillenburg. Era il primo figlio maschio del principe Luigi Enrico e di sua moglie, Caterina di Sayn-Wittgenstein. Non ereditò mai il principato poiché morì prima di suo padre.

## Matrimonio
Giorgio Luigi sposò il 19 febbraio 1638 a Coppenbrügge Anna Augusta di Brunswick-Wolfenbüttel (1612-1673), figlia di Enrico Giulio, duca di Brunswick-Wolfenbüttel ed Elisabetta di Danimarca, da cui ebbe i seguenti figli:
- Elisabetta Caterina (1639-1641)
- Sofia Eleonora (1640-1712)
- Enrico (1641-1701), successe a suo nonno come principe di Nassau-Dillenburg
- Elisabetta Carlotta (1643-1686) sposò nel 1665 il conte Augusto di Legnica, figlio del duca Giovanni Cristiano di Brieg; rimasta vedova sposò Ferdinand Gobert d'Aspremont Lynden
- figlio nato morto (1645)
- Elisabetta Luisa (1652-1670)
- Anna Caterina (nata nel 1662)

## Morte
Giorgio Luigi morì il 19 agosto 1656 all'età di 38 anni e fu sepolto a Dillenburg il giorno successivo.

## Ascendenza
|                                                         |                                         |                                                                    | Genitori                                   |  |  | Nonni |  |  | Bisnonni                                |  |  | Trisnonni                               |  |
|                                                         |                                         |                                                                    |                                            |  |  |       |  |  | Giovanni VI, conte di Nassau-Dillenburg |  |  | Guglielmo I, conte di Nassau-Dillenburg |  |
|                                                         |                                         |                                                                    |                                            |  |  |       |  |  | Giovanni VI, conte di Nassau-Dillenburg |  |  | Guglielmo I, conte di Nassau-Dillenburg |  |
|                                                         |                                         | Giuliana di Stolberg-Wernigerode                                   |                                            |  |  |       |  |  | Giovanni VI, conte di Nassau-Dillenburg |  |  |                                         |  |
| Giorgio V, conte di Nassau-Dillenburg                   |                                         |                                                                    |                                            |  |  |       |  |  | Giovanni VI, conte di Nassau-Dillenburg |  |  |                                         |  |
|                                                         |                                         | Elisabetta di Leuchtenberg                                         | Giorgio III, langravio di Leuchtenberg     |  |  |       |  |  |                                         |  |  |                                         |  |
|                                                         |                                         | Elisabetta di Leuchtenberg                                         | Giorgio III, langravio di Leuchtenberg     |  |  |       |  |  |                                         |  |  |                                         |  |
|                                                         |                                         | Elisabetta di Leuchtenberg                                         | Barbara di Brandenburgo-Ansbach-Kulmbach   |  |  |       |  |  |                                         |  |  |                                         |  |
| Luigi Enrico, principe di Nassau-Dillenburg             |                                         | Elisabetta di Leuchtenberg                                         |                                            |  |  |       |  |  |                                         |  |  |                                         |  |
|                                                         |                                         | Filippo IV, conte di Nassau-Weilburg e conte di Nassau-Saarbrücken | Filippo III, conte di Nassau-Weilburg      |  |  |       |  |  |                                         |  |  |                                         |  |
|                                                         |                                         | Filippo IV, conte di Nassau-Weilburg e conte di Nassau-Saarbrücken | Filippo III, conte di Nassau-Weilburg      |  |  |       |  |  |                                         |  |  |                                         |  |
|                                                         |                                         | Filippo IV, conte di Nassau-Weilburg e conte di Nassau-Saarbrücken | Amalia di Isenburg-Büdingen-Birstein       |  |  |       |  |  |                                         |  |  |                                         |  |
| Anna Amalia di Nassau-Weilburg                          |                                         | Filippo IV, conte di Nassau-Weilburg e conte di Nassau-Saarbrücken |                                            |  |  |       |  |  |                                         |  |  |                                         |  |
|                                                         |                                         | Erica di Manderscheid-Virneburg                                    | Francesco, conte di Manderscheid-Virneburg |  |  |       |  |  |                                         |  |  |                                         |  |
|                                                         |                                         | Erica di Manderscheid-Virneburg                                    | Francesco, conte di Manderscheid-Virneburg |  |  |       |  |  |                                         |  |  |                                         |  |
|                                                         |                                         | Erica di Manderscheid-Virneburg                                    | Anna di Isenburg-Neumagen                  |  |  |       |  |  |                                         |  |  |                                         |  |
| Giorgio Luigi, principe ereditario di Nassau-Dillenburg |                                         | Erica di Manderscheid-Virneburg                                    |                                            |  |  |       |  |  |                                         |  |  |                                         |  |
|                                                         | Guglielmo I, conte di Sayn-Wittgenstein | Eberardo I, conte di Sayn-Wittgenstein                             |                                            |  |  |       |  |  |                                         |  |  |                                         |  |
|                                                         | Guglielmo I, conte di Sayn-Wittgenstein | Eberardo I, conte di Sayn-Wittgenstein                             |                                            |  |  |       |  |  |                                         |  |  |                                         |  |
|                                                         | Guglielmo I, conte di Sayn-Wittgenstein | Margherita di Rodemachern                                          |                                            |  |  |       |  |  |                                         |  |  |                                         |  |
| Ludovico I, conte di Sayn-Wittgenstein                  | Guglielmo I, conte di Sayn-Wittgenstein |                                                                    |                                            |  |  |       |  |  |                                         |  |  |                                         |  |
|                                                         |                                         | Giovanetta di Isenburg-Neumagen                                    | Salentin VI, conte di Isenburg-Neumagen    |  |  |       |  |  |                                         |  |  |                                         |  |
|                                                         |                                         | Giovanetta di Isenburg-Neumagen                                    | Salentin VI, conte di Isenburg-Neumagen    |  |  |       |  |  |                                         |  |  |                                         |  |
|                                                         |                                         | Giovanetta di Isenburg-Neumagen                                    | Elisabetta di Hunolstein                   |  |  |       |  |  |                                         |  |  |                                         |  |
| Caterina di Sayn-Wittgenstein                           |                                         | Giovanetta di Isenburg-Neumagen                                    |                                            |  |  |       |  |  |                                         |  |  |                                         |  |
|                                                         |                                         | Federico Magnus I, conte di Solms-Laubach                          | Otto, conte di Solms-Laubach               |  |  |       |  |  |                                         |  |  |                                         |  |
|                                                         |                                         | Federico Magnus I, conte di Solms-Laubach                          | Otto, conte di Solms-Laubach               |  |  |       |  |  |                                         |  |  |                                         |  |
|                                                         |                                         | Federico Magnus I, conte di Solms-Laubach                          | Anna di Meclemburgo-Schwerin               |  |  |       |  |  |                                         |  |  |                                         |  |
| Elisabetta di Solms-Laubach                             |                                         | Federico Magnus I, conte di Solms-Laubach                          |                                            |  |  |       |  |  |                                         |  |  |                                         |  |
|                                                         |                                         | Agnese di Wied                                                     | Giovanni III, conte di Wied                |  |  |       |  |  |                                         |  |  |                                         |  |
|                                                         |                                         | Agnese di Wied                                                     | Giovanni III, conte di Wied                |  |  |       |  |  |                                         |  |  |                                         |  |
|                                                         |                                         | Agnese di Wied                                                     | Elisabetta di Nassau-Siegen                |  |  |       |  |  |                                         |  |  |                                         |  |
|                                                         |                                         | Agnese di Wied                                                     |                                            |  |  |       |  |  |                                         |  |  |                                         |  |

| Controllo di autorità | VIAF (EN) 81126618 · CERL cnp01159084 · GND (DE) 136849474 |